# Улуфаалу, Бартоломью
Бартоломью Улуфа'алу (англ. Bartholomew Ulufa'alu, 1950—2007) — государственный деятель Соломоновых Островов, премьер-министр (1997—2000).

## Биография
Родился 25 декабря 1950 года в деревне Лауласи, на одном из островов лагуны Лангаланга, являющемся частью провинции Малаита. В период с 1966 по 1967 год посещал школу Святого Иосифа в Тенару, а с 1967 по 1969 год — среднюю школу Арулиго. В 1970 году поступил в Университет Папуа — Новой Гвинеи, откуда выпустился в 1974 году со степенью бакалавра по экономике.
С 1974 по 1975 год руководил основанным им проектом по созданию лесопильного завода в населённом пункте Бина. В 1975 году создал Национальный союз рабочих Соломоновых Островов, оставаясь его руководителем до 1976 года. Кроме того, в 1975 году основал Национальную демократическую партию, которая успешно выступила на всеобщих парламентских выборах 1976 года, завоевав 8 из 38 мест в Законодательной ассамблее. На этих же выборах Улуфаалу стал представителем от избирательного округа Восточная Хониара.
На выборах 1980 года Национальная демократическая партия выступила менее удачно, получив в парламенте лишь представительство в два мандата. Впоследствии партия перешла в оппозицию. Однако, когда «Независимая группа» Фрэнсиса Билли Хилли отказалась поддерживать правительство Кенилореа в 1981 году, новым премьер-министром страны стал Соломон Мамалони, а Улуфаалу стал министром финансов.
24 октября 1984 года был переизбран в парламент, во время этого созыва его партия раскололась, приняв название Либеральную партию Соломоновых Островов. В 1988 году основал Ассоциацию фермеров Соломоновых Островов. На выборах 1989 года вновь был переизбран в парламент, но вскоре ушёл в отставку, чтобы пройти в законодательный орган от избирательного округа Аоке-Лангаланга. Однако на выборах проиграл. В 1992 году был экономическим консультантом правительства Соломоновых Островов, а в 1994 году — консультантом Национальной демократической партии/Либеральной партии по вопросам социального обеспечения.
6 августа 1997 года был переизбран в парламент страны от округа Аоке-Лангаланга (впоследствии представлял этот округ и после выборов 2001 и 2006 годов). 27 августа 1997 года принял участие в парламентском голосовании на пост премьер-министра, одержав победу над Дэнни Филипом (Улуфаалу получил поддержку 26 парламентариев, а Филип — 22), став, таким образом, новым премьер-министром Соломоновых Островов. Новое правительство в своей политической программе объявило о проведении крупных преобразований в стране, в том числе, заявило о мерах рационализации государственного сектора, сокращении количества министерских портфолио (с 16 до 10), расширении доли частного сектора в экономике страны и поощрении большего участия неправительственных организаций в социально-экономическом развитии Соломоновых Островов. Эти меры, по замыслу правительства, должны были способствовать восстановлению экономической стабильности и привлечению иностранных инвестиций.
В начале 1998 года из США прибыл первый груз с военной техникой, которая была заказана ещё прошлой администрацией с целью защиты морской границы с Папуа — Новой Гвинеей. Из-за опасений по поводу того, что неправительственные организации (прежде всего, мятежники острова Бугенвиль) могут перехватить ценный груз, Улуфаалу обратился к правительству Австралии с призывом о помощи в охране военной техники. В результате, бывший премьер Мамалони обвинил Улуфаалу в государственной измене, так как он фактически передавал государственную собственность в распоряжение иностранного государства. Тем не менее действующий премьер-министр заявил о проблемах с доставкой оружия, упомянув о нескольких пропажах и очевидной переплате за военную технику.
Несмотря на то, что Улуфаалу инициировал ряд экономических реформ (в том числе, начал борьбу с коррупцией), он несколько раз сталкивался с возможностью вынесения вотума недоверия (в ноябре 1997, апреле 1998 и сентябре 1998 годов).
Вторая половина премьерского срока Улуфаалу была отмечена началом этнического конфликта на острове Гуадалканал, в ходе которого гуадалканальские партизаны начали кампанию по запугиванию и применению насилия по отношению к поселенцам с острова Малаита. В результате конфликта тысячи выходцев из Малаиты были вынуждены вернуться на свою родину или бежать в столицу Соломоновых Островов, город Хониара. В 1999 году в ответ на этнические чистки жители Малаиты создали «Силы малаитских орлов» (англ. Malaita Eagle Force). В конце 1999 года правительство страны ввело на островах чрезвычайное положение. Кроме того, было предпринято несколько безуспешных попыток примирить конфликтовавшие стороны.
В июне 2000 года был схвачен представителями «Сил малаитских орлов», которые считали, что, несмотря на его малаитское происхождение, он не предпринимал достаточно мер по защите интересов жителей этой провинции. 13 июня 2000 года Улуфаалу был вынужден уйти в отставку в обмен на своё освобождение. В результате новым премьер-министром стал Манассе Согаваре.
После парламентских выборов 2006 года Либеральная партия, возглавляемая Улуфаалу, создала с независимыми парламентариями и четырьмя политическими партиями «Большую коалицию за перемены», основной целью которой стало смещение правящей коалиции Партии народного альянса (во главе с Алланом Кемакеза) и Ассоциации независимых членов парламента (во главе со Снайдером Рини). Тем не менее, Согаваре, возглавивший коалиционную Партию социального кредита, вышел из состава «Большой коалиции за перемены», после того как ему было отказано в выдвижении на пост премьер-министра. Впоследствии он поддержал Рини и стал министром торговли.
После избрания Снайдера Рини 18 апреля 2006 года новым премьер-министром Соломоновых Островов в стране вспыхнули бунты, участники которых считали, что правительство нового премьера попадёт под чрезмерное воздействие китайских предпринимателей, а также правительства как материковой части Китая, так и острова Тайвань. В результате Согаваре переметнулся на сторону «Большой коалиции за перемены», став в мае 2006 года премьер-министром Соломоновых Островов.
Улуфаалу имел большие проблемы со здоровьем, в том числе он болел сахарным диабетом, из-за которого в 2004 году ему ампутировали ногу. Несмотря на это, с мая по 16 октября 2006 года Улуфаалу занимал пост министра финансов. В июне 2006 года болезнь политика обострилась, и на несколько недель он был вынужден отстраниться от исполнения своих министерских обязанностей. Тем не менее после выздоровления он вновь стал министром финансов.
Умер 25 мая 2007 года в столице Соломоновых Островов, городе Хониара, от сахарного диабета.